# Joan Fernández i Garcia
Joan Fernández i Garcia   (Sabadell, 13 de desembre de 1930 - Sabadell, 22 de juny de 2020), conegut com a Juan Fernández, fou un empresari tèxtil i pilot d'automobilisme català que destacà durant dècades en tota mena d'especialitats automobilístiques. Els seus principals èxits arribaren a la muntanya, on guanyà 17 títols de campió de Catalunya, 10 d'Espanya i dos d'Europa (1973, 1974). Aconseguí aquests títols majoritàriament amb cotxes de les marques Porsche, Lola i Osella, sense haver estar mai enquadrat, però, en cap equip oficial (com a molt, aconseguia finançar la compra dels seus cotxes de competició gràcies al suport dels seus patrocinadors).
Membre fundador de l'Escuderia Montjuïc (1968), des de la qual promocionà joves pilots com Fermí Vélez, Fernández deixà definitivament la competició a 59 anys. Al llarg de la seva vida rebé, entre altres reconeixements, el "Volant Porsche" i les medalles de la Delegación Nacional de Educación Física y Deportes (1975), Mèrit Esportiu de la Generalitat de Catalunya (1982) i Forjador de la Història Esportiva de Catalunya (1991).
El seu germà Josep Maria també destacà en competicions d'automobilisme durant la dècada de 1970.

## Trajectòria esportiva
De jove, practicà l'hoquei sobre patins (arribà a guanyar un campionat d'Espanya a 14 anys) i l'esquí. Arran de la seva amistat amb Paco Bultó, s'inicià en el motociclisme el 1949. Amb l'equip Montesa, juntament amb Ernest Millet "Foca" i Josep Sol, guanyà el V Ral·li Trofeu Motociclista de Mònaco el 1954. Aquell mateix any començà a córrer en cotxe i debutà com a copilot del seu amic Salvador Fàbregas al II Ral·li Internacional dels Pirineus, el qual guanyaren amb un Alfa Romeo. Després de fer també de copilot d'Antoni Farràs, la seva primera participació com a pilot fou el 1957 al III Trofeu Montjuïc, amb un SEAT 1400A.
El setembre de 1961 disputà per primer cop la Pujada a Sant Feliu de Codines, cursa que va guanyar amb un nou rècord dos anys després, el 1963. D'ençà d'aleshores prioritzà aquesta modalitat i anà abandonant progressivament les altres (el darrer ral·li que disputà fou el Critèrium Montseny-Guilleries de 1975). La seva especialització en pujades li reportà un gran nombre de triomfs en aquesta modalitat, any rere any (a tall d'exemple, en guanyà 12 el 1977, 14 els anys 1979 i 1981, 17 el 1982 i 12 el 1983).

## Palmarès en automobilisme
Al llarg de la seva dilatada trajectòria dins l'esport de l'automobilisme, Joan Fernández aconseguí nombrosos èxits. Aquest n'és un resum per modalitat:

### Muntanya
- 17 campionats de Catalunya (1961, 1964, 1966, 1967, 1968, 1972, 1973, 1974, 1976-83, 1989)
- 10 campionats d'Espanya (1972, 1973, 1975, 1977-83)
- 2 campionats d'Europa de sports car (1973, 1974)
- 1 subcampionat d'Europa absolut
- Nombroses victòries en tota mena de pujades, entre elles:
  - 16 victòries a la Pujada a Sant Feliu de Codines[8]
  - 15 victòries a la Pujada al Puig Major
  - 6 victòries a la Pujada a Montserrat
  - 4 victòries a la Pujada a la Rabassada
  - 3 victòries a la Pujada al Montseny

### Ral·lis
- 4 campionats de Catalunya (1961, 1964, 1966, 1967)
- 3 campionats d'Espanya (1961, 1964, 1966)
- 5 victòries al Ral·li Catalunya Costa Brava
- 2 victòries al Rally RACE (puntuable per al Campionat d'Europa)

### Circuit

#### Velocitat
- 2 campionats de Catalunya (1966, 1967)
- 3 campionats d'Espanya (1967, 1983, 1986)
- Sengles victòries a les proves inaugurals dels circuits del Jarama (1966) i Xerès (1985)

#### Resistència
- Victòria a les 6 Hores de Barcelona (1967), amb Javier de Vilar (Porsche, circuit de Montjuïc)
- Victòria a les 12 Hores de Barcelona (1969), amb Paco Godia (Porsche, circuit de Montjuïc)

A banda, disputà 11 proves del Mundial Sport i 7 edicions de les 24 Hores de Le Mans

### Resum estadístic
- 39 anys en actiu
- 30 models de cotxe diferents pilotats
- 385 curses disputades
- 211 victòries:
  - 175 de muntanya
  - 25 ral·lis
  - 11 de circuit

## Citació
| «                                                                                    | El millor pilot espanyol és en Juan Fernández, perquè l'he vist guanyar curses en prototipus, sport i turismes, ral·lis, circuits, pujades i és per això que penso que és el millor. | » |
| — Jacky Ickx, entrevistat en una publicació especialitzada durant la dècada de 1970. | |   |